# دوف سيجيف شتاينبرغ
دوف سيجيف شتاينبرغ (من مواليد تل أبيب، 1956) هو السفير الإسرائيلي في فنلندا والسفير غير المقيم في إستونيا. كان أيضا سفيرا لدى جنوب أفريقيا من عام 2008 حتى عام 2013 وقنصلا عاما في مومباي.
حصل السفير على شهادة مشتركة في الأدب العربي وتاريخ الشرق الأوسط من جامعة تل أبيب. تم وصفه بأنه «طباخ من الدرجة الأولى».